# 装苑赏
装苑赏是日本时尚杂志《装苑》设立的服装设计比赛。设立于1956年，是日本历史最久的服装设计大赛之一，也是日本青年服装设计师的登龙门。高田贤三、山本耀司等都经由装苑赏走向时尚行业。目前每年评比并颁奖一次。